# Encuentros de Quiroz
Encuentros de Quiroz es una localidad peruana ubicada en el distrito de Suyo, perteneciente a la provincia de Ayabaca del departamento de Piura, al norte del Perú. 

## Ubicación
Encuentros de Quiroz se ubica al noroeste de la provincia de Ayabaca, en el distrito de Suyo, en el departamento de Piura. Se ubica cerca a la frontera ecuatoriana-peruana.

## Demografía
En 2017 Encuentros de Quiroz tenía una población de 28 habitantes.
| Gráfica de evolución demográfica de Encuentros de Quiroz entre 1993 y 2017 |
|                                                                            |
| Fuentes: Población 1993 y 2017                                             |